# Xuân Thủy
Xuan Thuy (en vietnamita: Xuân Thủy, lit. 'Aguas de manantial', de nombre real: Nguyễn Trọng Nhâm; Hanói, 2 de septiembre de 1912-20 de junio de 1985) fue una figura política vietnamita. Fue ministro de Asuntos Exteriores de Vietnam del Norte de 1963 a 1965 y, posteriormente, negociador jefe de los norvietnamitas en las conversaciones de paz de París.

## Historia
Thủy nació en la provincia de Hà Đông, al norte de Vietnam, el 2 de septiembre de 1912. Su nombre significa "agua de manantial". Estudió en una escuela francesa de Hanói. A los catorce años, Thuỷ se interesó por la política nacionalista y entró en la Liga Juvenil Revolucionaria del líder comunista Ho Chi Minh.  A los dieciséis años fue detenido por primera vez. A los dieciocho, fue enviado a la colonia penal de la isla de Côn Sơn, en el mar de China Meridional. Le siguieron otras dos penas de cárcel. En 1938, Thuỷ se afilió al Partido Comunista de Indochina. Tras el estallido de la Segunda Guerra Mundial en 1939, fue encarcelado en Sơn La, donde permaneció seis años hasta el final de la guerra en 1945. Como resultado de las duras condiciones carcelarias, sufrió de asma bronquial por el resto de su vida. Sin embargo, aprovechó su internamiento para editar el periódico comunista clandestino Suoi Reo.
Tras su liberación, Thủy se convirtió en editor y director del periódico Cứu quốc, órgano oficial del movimiento de liberación nacional Viet Minh, creado por Ho Chi Minh en 1941 en oposición al control francés y japonés del país. En 1946, se convirtió en miembro de la Asamblea Nacional de la recién proclamada República Democrática de Vietnam. La Asamblea fue iniciada por el Viet Minh como vehículo de resistencia contra el dominio colonial francés en lo que se convertiría en la primera guerra de Indochina. Thuỷ, que hablaba francés y chino con fluidez y era conocido como experto en agitprop, viajó tanto por Asia como por Europa, visitando Viena, Estocolmo, Rangún, Pekín y Moscú en 1950 para recabar apoyos para la causa norvietnamita. En 1961 y 1962, asistió a la Conferencia de Ginebra sobre Laos como vicepresidente de la delegación vietnamita. Un diplomático estadounidense presente en la reunión lo describió como "un negociador de primera fila, un tipo terrible al que enfrentarse día tras día al otro lado de la mesa". En 1963 fue nombrado ministro de Asuntos Exteriores de Vietnam del Norte. Sin embargo, en 1965 tuvo que dimitir. Se citó la salud de Thuỷ como motivo de su dimisión, aunque la causa más probable es que perdiera una lucha por el poder, en la que apoyaba una línea prosoviética en el liderazgo de Vietnam, uno de cuyos portavoces fue Xuan Thuy. Su sucesor fue Nguyen Duy Trinh, partidario declarado de China en la división chino-soviética. Thuỷ cayó entonces en desgracia con el partido gobernante, pero volvió a la escena política en 1968, como jefe diplomático de Vietnam del Norte en las acuerdos de paz de París. Estas reuniones condujeron finalmente a la retirada estadounidense del país. Era conocido por utilizar largas diatribas para poner a prueba la resistencia de los negociadores estadounidenses durante las reuniones. Thuỷ fue brevemente uno de los vicepresidentes del Consejo de Estado de 1981 a 1982. También fue nombrado Vicepresidente de la Asamblea Nacional de Vietnam del Norte, cargo que conservó hasta su muerte.
Thuỷ murió de insuficiencia cardiaca en Hanói el 20 de junio de 1985.